# Гиждуванский район
Гиждуванский район (тума́н; узб. Gʻijduvon tumani / Ғиждувон тумани) — район в Бухарской области Узбекистана. Административный центр — город Гиждуван.

## История
Гиждуванский район был образован в 1926 году. В 2018 году территория площадью 106,51 км2 (из них 6 км2 — территория городского посёлка Зафарабад) была передана в состав Канимехского района Навоийской области.
В районе расположены 20 археологических, 27 архитектурных памятника и 2 достопримечательности культурного наследия Узбекистана. Самыми известными из них считаются архитектурные памятники мазара Абдулхалика Гиждувани: Медресе Улугбека и другие.

## Административно-территориальное деление
По состоянию на 1 января 2011 года, в состав района входят:
- Город районного подчинения

1. Гиждуван.

- 11 городских посёлков:

1. Абади,
2. Буштуво,
3. Гаждумак,
4. Джовгари,
5. Зафарабад,
6. Кулижаббор,
7. Мазраган,
8. Узанон,
9. Хатча,
10. Чагдари,
11. Юкори Ростгуй.

- 14 сельских сходов граждан:

1. Армечан,
2. Буктарай,
3. Гавшун,
4. Зарангари,
5. Карахани,
6. Кукча,
7. Пахтаобод,
8. Позагари,
9. Сарвари,
10. Сармиджан,
11. Соктари,
12. Ульфатбиби,
13. Фиришкент,
14. имени Ф. Юнусова.

## Известные уроженцы
- Садриддин Айни (1878-1954) — таджикский советский писатель.
- Ахмад Бабакулов (1931-1990) — оперный певец, народный артист СССР (1971).